# Erich-Brost-Berufskolleg
Das Erich-Brost-Berufskolleg ist ein Berufskolleg in der Essener Südviertel.

## Schule
Das Berufskolleg, das nach dem deutschen Verleger Erich Brost, bietet in Voll- und Teilzeit kaufmännische Bildungsgänge an. Es wird von 2000 Schülern besucht, die von 70 Lehrkräften unterrichtet werden. Die Schüler sind in 120 Klassen aufgeteilt. Das Berufskolleg bietet ihnen 52 Klassen- und 10 EDV-Räume.

## Zukunft
Die Schule befindet sich im ehemaligen sogenannten Zeitungsviertel von Essen, in dem auch die Funke Mediengruppe bis Dezember 2018 ihren Sitz hatte. Für das nun Literatur Quartier genannte Viertel ist eine komplette Neugestaltung mit Wohnungen, Büros und Hotels geplant. Damit einher geht die Planung des Abrisses des Berufskollegs und einer möglichen Umquartierung. Ein Gutachten nannte den Schulbau einen erhaltenswerten Bau der 1950er und 1960er Jahre. Die Denkmalbehörde sprach dagegen von nichterhaltenswerter Qualität.